# Siziliane
Siziliane (italienisch siciliana „sizilianisch“; auch sizilianische Stanze) ist eine aus Sizilien stammende Strophenform, die dort auch Strambotto genannt wurde. Die achtzeilige Strophe aus Endecasillabi mit Reimschema [abababab] (doppelter Kreuzreim) ist eine Sonderform der Stanze. 
Die Nachbildung der Siziliane mit jambischen Fünfhebern wurde von Friedrich Rückert in die deutsche Dichtung eingeführt.
Als Beispiel ein Gedicht von Rückert:
Ich will aufs Grab dir duft'ge Blüten streuen,

O Blüte, die der Tod in Staub gestreut!

Das Blumenopfer will ich dir erneuen,

So oft der Lenz sein Blumenreich erneut.

Wie sollt ich, Blumen, euch zu brechen scheuen,

Da sie zu brechen nicht der Tod gescheut?

Für sie zu sterben sollt ihr nun euch freuen,

Weil ohne sie euch doch zu blühn nicht freut.
Die Strophe wird aufgrund der relativen Reimarmut des Deutschen nur selten und dann meist als Einzelstrophe verwendet. Beispiele finden sich außer bei Rückert bei Georg Weerth, Detlev von Liliencron (Abschnitt Sicilianen in Adjudantenritte und andere Gedichte, 1883) und Josef Weinheber (Lied vom Tod). Als weiteres Beispiel die Schwalbensiciliane von Liliencron mit identischem Reim in den geradzahligen Versen:
Zwei Mutterarme, die das Kindchen wiegen,

Es jagt die Schwalbe weglang auf und nieder.

Maitage, trautes Aneinanderschmiegen,

Es jagt die Schwalbe weglang auf und nieder.

Des Mannes Kampf; Sieg oder Unterliegen,

Es jagt die Schwalbe weglang auf und nieder.

Ein Sarg, auf den drei Handvoll Erde fliegen,

Es jagt die Schwalbe weglang auf und nieder.